# Robert Doerr
Robert Doerr (* 1. November 1871 in Técső; † 6. Januar 1952 in Basel) war ein Schweizer Mediziner österreichisch-ungarischer Herkunft.

## Leben

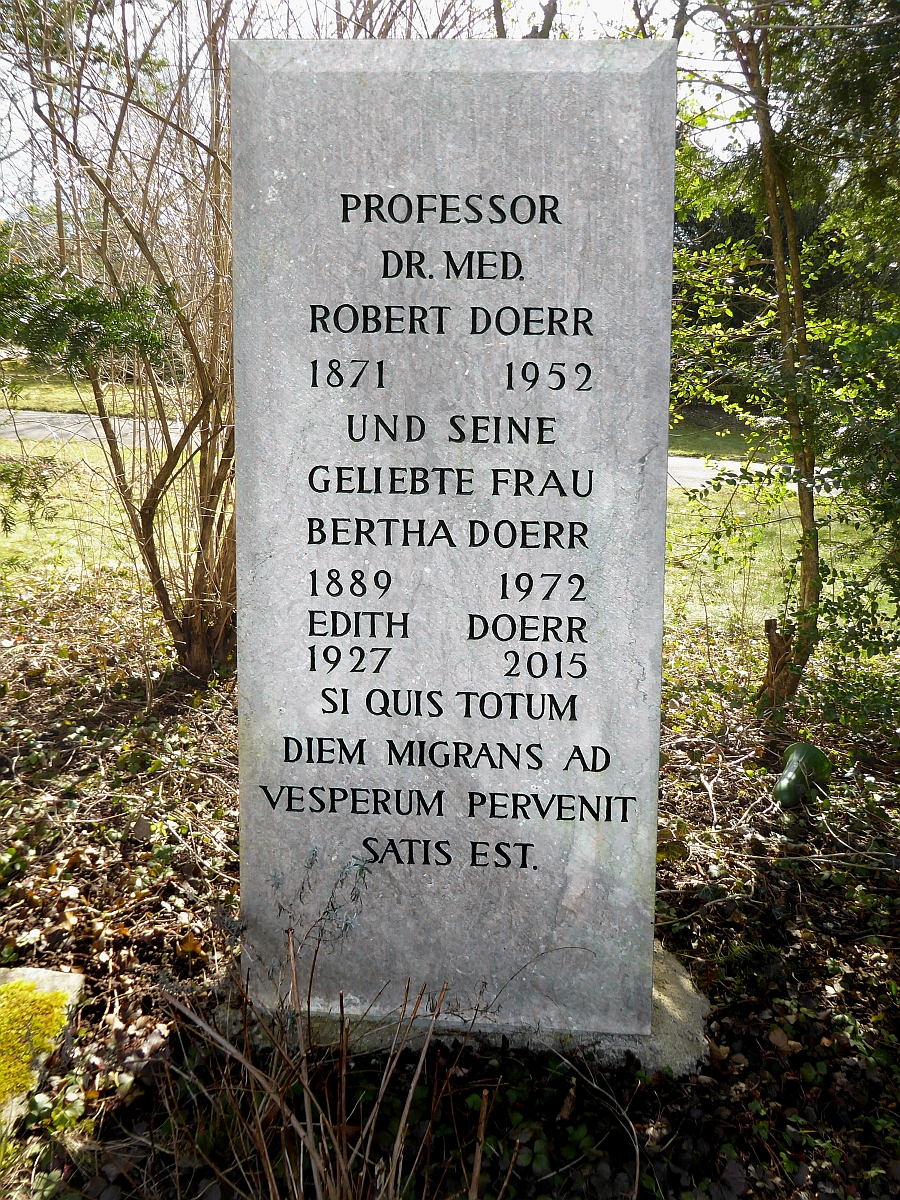
Grab auf dem Friedhof am Hörnli, Riehen, Basel-Stadt

Robert Doerr wurde am 1. November 1871 in Técsö als Sohn des Wieners Moritz Doerr und der Mina geborene Dujardin geboren. Doerr nahm ein Studium der Medizin in Wien auf, das er 1897 mit der Promotion beendete. In der Folge war Robert Doerr als Militärarzt in Bosnien, zuletzt in der Position eines Oberstabsarztes tätig.
Im Jahr 1909 habilitierte Doerr sich an der Universität Wien, an der er ab 1912 als ausserordentlicher Professor für allgemeine und experimentelle Pathologie lehrte. 1919 folgte er einem Ruf als ordentlicher Professor für Hygiene und Mikrobiologie sowie Direktor des Hygiene-Instituts an die Universität Basel. Diese Stellungen hatte Robert Doerr bis 1943 inne.
Zudem fungierte Robert Doerr ab 1938 als Mitherausgeber des "Handbuchs der Virusforschung", ab 1939 als Redakteur der ersten virologischen Zeitschrift "Archiv für die gesamte Virusforschung" sowie ab 1947 als Herausgeber der Reihe "Die Immunitätsforschung – Ergebnisse und Probleme in Einzeldarstellungen".
Der Mikrobiologe und Immunologe Robert Doerr verfasste unter anderem Arbeiten über Pappatacifieber, Denguefieber, Herpes, Geflügelpest, Allergien und Anaphylaxie.
Mit Rudolf Kraus war er 1904 an der Entwicklung einer Serotherapie zur Anwendung bei der bazillären Dysenterie beteiligt.
Robert Doerr heiratete 1924 Bertha Marie (1889–1972), die Tochter des Basler Johannes Herzog. Er verstarb am 6. Januar 1952 zwei Monate nach Vollendung seines 80. Lebensjahres in Basel.

## Ehrungen
- 1932 wurde er in die Deutsche Akademie der Naturforscher Leopoldina aufgenommen.[2]
- 1933 wurde Robert Doerr mit der Verleihung des Marcel-Benoist-Preises gewürdigt.